# Gråbröstad flugsnappare
Gråbröstad flugsnappare (Cyornis umbratilis) är en fågel i familjen flugsnappare inom ordningen tättingar.

## Utseende och läte
Gråbröstad flugsnappare är en 15 cm lång, prydligt tecknad flugsnappare med varmbrun fjäderdräkt, mörk och relativt bred näbb samt mörka och stora ögon. Undertill är den vit på hakan och strupen, grå på bröstet med brunaktig anstrykning på bröstsidorna och olivgrå på flankerna. Sången består av en kort serie med ljusa och tunna toner.

## Utbredning och systematik
Fågeln förekommer på Malackahalvön, Sumatra, Borneo och norra Natunaöarna. Den behandlas som monotypisk, det vill säga att den inte delas in i några underarter.

### Släktestillhörighet
Tidigare placerades gråbröstad flugsnappare i släktet Rhinomyias men genetiska studier visar att den tillsammans med flera andra i samma släkte istället är del av Cyornis.

## Levnadssätt
Gråbröstad flugsnappare hittas i lövskog från lågland upp i lägre bergstrakter. Den ses vanligen sitta i de nedre eller mellersta delarna av träden där den frekvent vippar på och breder ut sin stjärt.

## Status
Gråbröstad flugsnappare har ett stort utbredningsområde, men minskar i antal till följd av skogsavverkningar, så pass att naturvårdsunionen IUCN listar den som nära hotad. Beståndet har inte uppskattats, men den beskrivs som generellt ovanlig, dock lokalt vanlig.